# Boromys
Genre
Boromys est un genre fossile de mammifères rongeurs de la famille des Echimyidae qui comprend des « rats épineux » originaires d'Amérique latine.
Ce genre a été décrit pour la première fois en 1916 par le zoologiste américain Gerrit Smith Miller Jr (1869-1956).

## Liste d'espèces
Selon Mammal Species of the World (version 3, 2005)  (8 oct. 2012) et ITIS (8 oct. 2012), ce genre comprend les espèces suivantes :
- †  Boromys offella Miller, 1916
- †  Boromys torrei Allen, 1917